# Pokémon FireRed og LeafGreen
Pokémon FireRed Version (ポケットモンスター ファイアレッド Poketto Monsutā Faiareddo) and Pokémon LeafGreen Version (ポケットモンスター リーフグリーン Poketto Monsutā Rīfugurīn) er rollespil udviklet af Game Freak og udgivet af The Pokémon Company og Nintendo til Game Boy Advance. FireRed og LeafGreen blev oprindeligt udgivet i Japan i januar 2004 og blev senere udgivet Nordamerika og Europa i henholdsvist september og oktober 2004. Spillene er en opdateret udgave af Pokémon Red og Blue og er en del af Pokemon-spilseriens tredje generation og udmærker sig ved at være seriesn allerførste forbedrede remake af tidligere spil i serien. Spillene er kompatible med Game Boy Advance Wireless Adapter, som oprindeligt fulgte med i æsken. næsten to år efter deres oprindelige udgivelse blev de om-markedsført Player's Choice-titler.
Som i tidligere spil styrer spilleren spillerkarakteren via et ovenfra-perspektiv og deltager i tur-baserede kampe. Gennem spillet rejser spilleren rundt og fanger Pokémon til brug i kampe. Nye funktioner inkluderer en kontekstuel hjælpemenu og et nyt område kendt som Sevii Islands, som spilleren får adgang til efter et bestemt punkt i historien. 
Spillene modtog for det meste positive anmeldelser og fik en samlet score på 81% på Metacritic . De fleste kritikere roste det faktum, at spillene introducerede nye funktioner, mens de stadig opretholdte seriens traditionelle gameplay. Modtagelsen af lyd og grafik var mere blandet, hvor nogle anmeldere klagede over, at de var for simplistiske og manglede forbedringer sammenlignet med de tidligere spil, Pokémon Ruby og Sapphire . FireRed og LeafGreen var kommercielle succeser og solgte i alt omkring 12 millioner eksemplarer på verdensplan. 

## Handling

### Lokation
Pokémon FireRed og LeafGreen finder hovedsageligt sted i den fiktive Kanto-region. Dette er én af mange regioner i Pokémon-verdenen, der inkluderer varierede, geografiske levesteder for Pokémon-arter, menneskebefolkede byer og ruter mellem steder. Nogle områder er kun tilgængelige, når spillere erhverver en speciel genstand, eller en af deres Pokémon lærer en særlig evne. Nær slutningen af historien er hovedpersonen i stand til at rejse til Sevii Islands, et nyt område, der ikke findes i de originale Pokémon Red og Blue spil. Sevii Islands er en øhav med syv øer og rummer Pokémon, der normalt er eksklusive til Johto-regionen, samt flere missioner efter hovedhistorien. Efter at de nævnte missioner på Sevii Islands er afsluttet, bliver muligheden for at bytte med Ruby og Sapphire for Hoenn-eksklusive Pokémon tilgængelig. Hovedpersonen er Red, drengefiguren og rivalen er Blue, ligesom i de første spil, og Leaf en pigefigur som også kan spilles som hovedperson er blevet tilføjet.

### Sal-ledere
- Brock (Sten) 
  - Signature Pokémon Onix
  - Badge Boulder Badge
- Misty (Vand) 
  - Signature Pokémon Starmie
  - Badge Cascade Badge
- Lt. Surge (Elektrisk) 
  - Signature Pokémon Raichu
  - Badge Thunder Badge
- Erika (Græs) 
  - Signature Pokémon Vileplume
  - Badge Rainbow Badge
- Koga (Gift) 
  - Signature Pokémon Weezing
- Sabrina (Synsk) 
  - Signature Pokémon Alakazam
  - Badge Marsh Badge
- Blaine (Ild) 
  - Signature Pokémon Rapidash
  - Badge Volcano Badge
- Giovanni (Jord)
  - Badge Earth Badge

### Elite Four
- Lorelei (Is) Lapras
- Bruno (Kamp) Machamp
- Agatha (Spøgelse) Gengar
- Lance (Drage) Dragonite

Kilde: